# 1964 في كوبا
فيما يلي قوائم الأحداث التي وقعت خلال عام 1964 في كوبا.

## أفلام
من الأفلام التي صدرت هذه السنة في كوبا:
- 1 يناير – أنا كوبا من إخراج ميخائيل كالاتوزوف.

## مواليد

### أكتوبر
- 19 أكتوبر – خورخي لويس غونزاليس ملاكم كوبي.

## وفيات

### أبريل
- 2 أبريل – كارلوس هيفيا (مواليد 1900) سياسي كوبي.